# Lazar Koliševski
Lazar Koliševski (in macedone Лазар Колишевски; Sveti Nikole, 12 febbraio 1914 – Skopje, 6 luglio 2000) è stato un politico e generale jugoslavo e macedone.

## Biografia
Nato nell'allora Regno di Serbia (attuale Macedonia), era arumeno da parte di madre e macedone da parte di padre. Entrambi i suoi genitori morirono durante la prima guerra mondiale e così Lazar fu accudito dagli zii materni a Bitola prima di essere mandato a Kragujevac per studiare.
Negli anni '30 è diventato attivista della Lega dei Comunisti di Jugoslavia.
Nell'aprile 1941, quando le forze naziste entrarono a Belgrado, la Bulgaria, alleata della Germania nazista, prese il controllo della parte orientale della Macedonia e così il leader della locale fazione del Partito Comunista di Jugoslavia, Metodi Shatorov, disertò il Partito Comunista Bulgaro indebolendo considerevolmente i partigiani. Il territorio divenne quindi campo di concorrenza per i vari distaccamenti jugoslavi. Nell'autunno del 1941 Koliševski divenne Segretario del comitato locale del Partito Comunista jugoslavo, ma poco dopo fu arrestato e condannato a morte da un tribunale militare bulgaro. Grazie ad un appello alla clemenza in cui scrisse di essere di origine bulgara, la sua pena fu commutata in ergastolo.
Alla fine del 1944 fu liberato dal nuovo Governo bulgaro e divenne ben presto Presidente del Partito Comunista di Macedonia. Verso la fine della guerra divenne Primo ministro della Repubblica Socialista di Macedonia, unità federale della Repubblica Socialista Federale di Jugoslavia.
Dopo la fine della guerra divenne la personalità più potente della RS di Macedonia e attuò massicce riforme sociale ed economiche, che portarono ad una rivoluzione industriale e all'innalzamento demografico, con Skopje che divenne tra le città più importanti della Jugoslavia nei primi anni '50.
Nel dicembre 1953 si ritirò dalla carica di Primo ministro per diventare Presidente dell'Assemblea del Popolo. In questo suo ruolo esercitò il potere politico, ma in maniera meno diretta. Tuttavia rimase presidente della Lega dei Comunisti della Macedonia fino al 1963 e quindi era ancora tra i personaggi politici più influenti della Jugoslavia.
Con il suo graduale allontanamento dalla scena politica, iniziò poi la carriera di diplomatico per la Jugoslavia e in questo ruolo lavorò in diversi Paesi come Egitto, India, Indonesia e altri. In questo periodo era uno stretto collaboratore del leader jugoslavo Josip Broz Tito.
Dopo l'approvazione della Costituzione jugoslava, nel 1974, venne scelto come rappresentante macedone nel ruolo di Vice-Presidente.
Nel maggio 1980 ricoprì per pochi giorni la carica di Presidente della presidenza della Jugoslavia durante la malattia di Josip Broz Tito. Dopo la morte di quest'ultimo cedette la carica a Cvijetin Mijatović.
È morto a Skopje nel 2000.